# Митчелл, Джордж (актёр)
Джордж Митчелл (англ. George Mitchell; 21 февраля 1905, Ларчмонт (Нью-Йорк) — 18 января 1972, Вашингтон) — американский актёр театра, кино и телевидения, сценарист.

## Биография
Играл в Бродвейсих театрах.
Выступал на телевидении в шоу, начиная с драм 1950-х годов Золотого века телевидения США (таких как Goodyear Television Playhouse , Westinghouse Studio One и The United States Steel Hour) и заканчивая вестернами 1960-х годов.
В Голливуде стал своего рода типичным персонажем, обычно играя отрицательных персонажей, бандитов, действующих вне закона.
Снимался с 1935 по 1971 год. Сыграл в более 100 кино-, телефильмах и сериалах.

## Избранныебродвейские пьесы
- «Весёлая вдова» Франца Легара (1942)
- «The New Moon» Зигмунда Ромберга (1942)
- «Патриоты» Сидни Кингсли (1943)
- «Время цветения» Шуберта (1943)
- «Goodbye, My Fancy» (1949)
- «The Day After Tomorrow» (1950)
- «Любовь под вязами» Ю. О’Нила (1952)
- «Суровое испытание» Артура Миллера (1953)

## Избранная фильмография
- 1941 — Вирджиния — Гость
- 1945 — Капитан Эдди — лейтенант Джонни Де Анджелис
- 1952 — Дни в Долине Смерти (телесериал)
- 1954 — Лесси (телесериал)
- 1955 — История в Феникс-сити — Хью Бриттон
- 1955 — Дымок из ствола
- 1955 — Альфред Хичкок представляет (телесериал)
- 1957 — В 3:10 на Юму — Мак, бармен
- 1957 — Перри Мейсон (телесериал, 1957)
- 1957 — Начальник порта (сериал)
- 1959 — Дикий и нетронутый — дядя Лайе Хоукс
- 1959 — Шаг за грань (сериал)
- 1959 — Бонанза (телесериал)
- 1959 — Ужас под полуночным солнцем
- 1959 — Лодка (сериал)
- 1959 — Ларами (сериал)
- 1959 — Сумеречная зона (сериал)
- 1960 — Триллер (сериал)
- 1962 — Любитель птиц из Алькатраса — отец Мэтью
- 1962—1965 — Час Альфреда Хичкока (телесериал)
- 1962 — Кид Галахад — Гарри Сперлинг
- 1962 — Козёл отпущения
- 1962 — Бродяга (сериал)
- 1963 — Сумерки чести — Пол Фариш, окружной прокурор
- 1964 — Непотопляемая Молли — монсеньор Райан
- 1964—1972 — Моя жена меня приворожила (сериал)
- 1964 — Профиль мужества (сериал)
- 1966 — Дактари (сериал)
- 1966—1967 — Туннель времени (сериал)
- 1966—1971 — Мрачные тени (телесериал)
- 1966 — Невада Смит —  Казначей
- 1966 — Побег в никуда — Эван
- 1967 — Человек по имени Флим-Флам — Теттер
- 1969 — Мой друг Тони (сериал)
- 1969 — Древо науки — Джейк Кинер
- 1971 — Двухполосное шоссе — водитель грузовика, потерпевшего аварию
- 1971 — Штамм «Андромеда» — Джексон
- 1973 — Чти отца своего